# ヒットマン (お笑い)
ヒットマンは、かつてグレープカンパニーで活動していたお笑いコンビ。2010年10月31日解散。

## メンバー
- 河野 和男（こうのかずお、1976年9月19日 - ）

ヒットマン解散後は、ピン芸人としての活動を経て、2014年12月より元クールズの森脇優雅とコンビ「埼京パンダース」を結成。
- 林田 竜次（はやしだりゅうじ、1976年1月4日 - ）

スクールJCA8期生。当初は「津々浦々」というコンビでプロダクション人力舎に所属していた。
ヒットマン解散後は、トリオ「3フランシスコ」、コンビ「てぶくろ」としての活動を経て、2016年12月よりKID（元・外苑警備隊→ラジークイーン）とコンビ「ビフテキ」を結成。

## 概要
2003年コンビ結成。過去に漫才協会に所属していた。所属事務所はSMA NEET Project、フリー、フラットファイヴを経て2010年7月1日よりグレープカンパニーに所属。2010年10月31日をもって解散。

## 主な出演番組

### テレビ
- 月刊イジューイン（MONDO21）
- 伝説のクソゲー大決戦（MONDO21）
- 新 伝説のクソゲー大決戦（MONDO21）
- エンタの天使（日本テレビ） - 2009年9月30日（第12回）、キャッチコピーは「鈍足の首位打者」
- ウケウリ!!（日本テレビ）

### ラジオ
- 月曜JUNK 伊集院光 深夜の馬鹿力（河野のみ。番組アルバイト。TBSラジオ）
- 伊集院光 日曜日の秘密基地（河野のみ。番組内コーナー「秘密キッチの穴」のリポーター。TBSラジオ）

### Podcast
- 月曜JUNK 伊集院光 深夜の馬鹿力WEBの糞音（TBSラジオ）
- ヒットマン河野のフリーダム宣言
- ヒットマンのフリーダム宣言